# Roland Sussex
Roland (Roly) Denis Sussex – australijski językoznawca. Od połowy lat 80. czynnie zajmuje się komputerami i nauką języków. Jest zaangażowany w badania naukowe w zakresie obliczeniowej analizy praktyki językowej.
Doktorat z zakresu rusycystyki i językoznawstwa ogólnego uzyskał na Uniwersytecie Londyńskim. Piastował stanowisko profesora języka rosyjskiego na Uniwersytecie w Melbourne (1974–1989) oraz profesora lingwistyki stosowanej na University of Queensland (1989–2010).
Prowadzi audycję w australijskim ABC Radio.

## Wybrana twórczość
- Circumscribing the Slavic languages (2009)
- Intercultural Communication in English (2009)
- Text input and editing as a bottleneck in mobile devices for language learning (2011)
- Switching in international English (2012)